# Convención
Convención est une municipalité située dans le département de Norte de Santander en Colombie.